# Jan van Aken
Jan van Aken (Reinbek, 1961. május 1. –) német politikus. A hamburgi egyetemen tanult biológiát, ekkoriban részt vett atomellenes tüntetéseken is. 1997 és 2009 közt ő volt a Greenpeace GMO-szakértője. 2004 és 2006 között az ENSZ-ben dolgozott a biológiai fegyverek ellen. Miután utóbbi munkája miatt visszatért Hamburgba, politizálni kezdett. 2012 óta pártja külügyi szóvivője.